# Часовня Креста Господня (Чапел-Хилл)
Часовня Креста Господня (англ. Chapel of the Cross) ― приход епископальной церкви США в городе Чапел-Хилл, штат Северная Каролина. Относится к епархии Северной Каролины. По состоянию на сегодняшний день насчитывает около 1 600 прихожан, многими из которых являются студенты Университета Северной Каролины в Чапел-Хилле.

## История
Присутствие Церкви Англии в городе Чапел-Хилл было установлено в 1752 году, когда на важном перекрёстке на вершине холма в южной части округа Ориндж была возведена «часовня лёгкости», чтобы её могли посещать верующие отдалённых районов вместо того, чтобы ехать в Хиллсборо. Небольшое бревенчатое здание, известное как «Часовня Новой Надежды», стояло там, где ныне находится гостиница «Каролина», однако по той или иной причине исчезло во время Американской революции. Однако поселение вокруг часовни сохранилось, а в 1975 году здесь был основан университет. Однако потребовалось ещё половина века, чтобы здесь появился свой постоянный священник.
В мае 1842 года преподобный Уильям Мерсер Грин, профессор изящной словесности в Университете Северной Каролины, взялся за организацию Церкви Искупления: был образован приход, который посещали 15 прихожан, но своего здания у церкви не было.
Верующие собирались в домах друг друга, так как работа над их маленькой церковью шла медленно. Для постройки использовались кирпичи ручной работы, изготовленные в печах преподобного Уильяма Грина. 19 октября 1848 года епископ Леви Силлиман Айв освятил новую церковь вместе с деревянным пристроем для рабов. Он точно описал масштаб здания, назвав его часовней. В приходе было двадцать два человека, пять из которых были студентами университета. Церковь, построенная в стиле готического возрождения, была спроектирована архитектором Томасом У. Вальтером .  Крыша её ― двускатная, башня на входе ― зубчатая, по периметру расположены ланцетовидные окна.  Церковь была включена в Национальный реестр исторических мест США в 1972 году. Здание располагается в историческом районе Чапел-Хилл.
К 1921 году прихожан стало настолько много, что старая церковь уже не могла вместить их всех. Альфред Лоуренс (пастор в 1921–1944 гг.) попросил церковного архитектора Хобарта Б. Апджона спроектировать новое здание, которое было бы соединено со «старой часовней» крытой аркадой. Проведение строительных работ стало возможно благодаря поддержке владельца мельницы Дарема и филантропа Уильяма Эрвина, который хотел почтить память своего деда Уильяма Рейни Холта, однокашника Уильяма Мерсера Грина. Новое здание было освящено 14 мая 1925 года.